# Уговски, Карин
Карин Уговски (нем. Karin Ugowski, урождённая Комишке (нем. Komischke); род. 1943) — немецкая актриса.

## Биография
Родилась 11 июля 1943 года в Берлине.
Выросла в разоренной послевоенной Германии, с 1962 по 1965 годы училась в школе актёрского мастерства Конрада Вольфа (Hochschule für Film und Fernsehen «Konrad Wolf») в Потсдаме.
Ещё до окончания обучения начала сниматься на киностудии DEFA. Затем последовали фильмы с главными ролями, также много снималась на телевидении ГДР и ФРГ.
С 1963 года — актриса театра Максима Горького в Берлине. С 1967 года — актриса «Berliner Ensemble». С 2006 года — член немецкой киноакадемии.

### Личная жизнь
Имеет двоих сыновей: Йорг Уговски — от первого раннего брака с Эдди Уговски (брак длился всего несколько лет). Второй сын — Себастьян Уговски, родился в гражданском браке с Гельмутом Штрасбургером (актёр и руководитель театра).
С 1993 года Карин Уговски замужем за Гюнтером Хорном (художник и график).

## Фильмография
- 1963 — Госпожа Метелица — Мария
- 1964 — Золотой гусь — Принцесса
- 1965 — Король Дроздобород / König Drosselbart — Принцесса Розита
- 1966 — Колумб-64 / Columbus 64 (TV) — Карин
- 1968 — Тайный отряд: Шпрее / Geheimkommando Spree — Хильда Бурьян
- 1969 — Тайный след / Geheime Spuren — Хильда Бурьян
- 1969 — Tolle Tage (TV) — Гудрун Лиговски
- 1970 — Сигналы — Приключения в космосе / Signale — Кристина
- 1971 — Оцеола / Osceola — Глэдис Райнес
- 1972—1999 — Телефон полиции — 110 (сериал) — Элька Пфейфер / фрау Похль / лейтенант Хельга Линдт
- 1978 — Rentner haben niemals Zeit (TV) — Мария Винклер
- 1979 — Дело в замке / Das Ding im Schloß — Ангелика
- 1984 — Ach du meine Liebe (TV) — Ута Шобель
- 1985 — Двойник приходит на помощь — Нора
- 1988 — Ein brauchbarer Mann — Ирина Вейман
- 1989 — Die Beteiligten — Ева Зорге
- 1989 — Flugstaffel Meinecke — Ивонна
- 2001 — Hinter Gittern (сериал) — Ханнелоре Шафер / Елена Драгo
- 2005 — Торнадо — гнев небес / Tornado − Der Zorn des Himmels (TV)
- 2005 — Криминальный кроссворд — Анна Дейниц
- 2005—2008 — In aller Freundschaft (сериал) — Ильза Рихтер / Хельга Дистервег
- 2005—2009 — Julia — Wege zum Glück (сериал) — Ева Ландман
- 2017 — Фокстрот / Foxtrot — мать Михаэля и Авигдора
- 2018 — Tatverdacht: Team Frankfurt ermittelt — Эдна Шлютер